# (16906) Giovannisilva
(16906) Giovannisilva (1998 DY23) – planetoida z pasa głównego asteroid okrążająca Słońce w ciągu 5,16 lat w średniej odległości 2,98 j.a. Odkryta 18 lutego 1998 roku.